# Beuvrigny
Beuvrigny é uma comuna francesa na região administrativa da Normandia, no departamento Mancha. Estende-se por uma área de 6,64 km². Em 2010 a comuna tinha 138 habitantes (densidade: 20,8 hab./km²).